# روبرت ماثر
روبرت ماثر (بالإنجليزية: Robert Mather)‏  (و. 1914 – 2002 م) هو سياسي، من أستراليا، توفي عن عمر يناهز 88 عاماً.

## مناصب
تولى منصب عضو مجلس النواب تسمانيا من الجمعية.

## جوائز
حصل على جوائز منها:
- قائد وسام الامبراطورية البريطانية.